# Family Jewels
Family Jewels es una compilación de dos discos DVD de la banda de hard rock australiana AC/DC, con videos musicales, videos en vivo y videos promocionales desde 1975 hasta 1991. Fue lanzado por Sony BMG el 28 de marzo de 2005. 
El primer disco contiene los vídeos de la época de Bon Scott (1975-1980), como así también la primera aparición de la banda en TV y una actuación en la televisión diez días antes del fallecimiento del cantante.
El segundo disco contiene el material de la era de Brian Johnson (1980 - 1991) como los videos de Back In Black.
La compilación fue certificada 10x platino por la RIAA por ventas superiores al 1.000.000. La revista británica Classic Rock le otorgó a Family Jewels el título de "DVD del año" en 2005.
El tercer disco fue lanzado el 10 de noviembre de 2009 como parte del box set Backtracks. Se incluye tanto en la versión de lujo y la versión estándar. Este DVD recoge desde los discos originales 1 y 2 de Family Jewels y el disco 3, que incluye el video de la canción Big Gun. También en este disco hay tres videos musicales del álbum Ballbreaker, tres de Stiff Upper Lip y dos de Black Ice. También hay varias canciones del original Family Jewels. En el tercer disco son los videos alternativos que aparecen en DVD por primera vez.

## Lista de canciones

### Disco 1
Todas las canciones compuestas por Bon Scott, Angus Young y Malcolm Young excepto donde se indica.
1. "Baby, Please Don't Go" (Williams)
  - Grabado en vivo en el programa Countdown en abril de 1975.
2. "Show Business"
  - Grabado el 16 de junio de 1975.
3. "High Voltage"
  -  High Voltage 
  - Video promocional grabado el 16 de junio de 1975.
4. "It's a Long Way to the Top (If You Wanna Rock 'n' Roll)"
  -  Video promocional grabado el 23 de febrero de 1976.
5. "T.N.T."
  - Grabado en vivo en Countdown en 1976.
6. "Jailbreak"
  -  Video promocional grabado en marzo de 1976.
7. "Dirty Deeds Done Dirt Cheap"
  - Grabado en vivo en Countdown el 5 de diciembre de 1976.
8. "Dog Eat Dog"
  - Grabado en vivo en Countdown el de 3 abril de 1977.
9. "Let There Be Rock"
  -  Let There Be Rock video promocional grabado en julio de 1977.
10. "Rock 'n' Roll Damnation"
  -  Powerage video promocional grabado el 30 de abril de 1978.
11. "Sin City"
  - Grabado en el show The Midnight Special el 6 de septiembre de 1978.
12. "Riff Raff"
13. "Fling Thing/Rocker"
  - Los dos videos fueron grabados en vivo el 30 de abril de 1978 en The Apollo en Glasgow - Ver If You Want Blood You've Got It
14. "Whole Lotta Rosie"
  - Grabado el 28 de octubre de 1978 en el programa de la BBC Rock goes to College
15. "Shot Down in Flames"
16. "Walk All Over You"
17. "Touch Too Much"
18. "If You Want Blood (You've Got It)"
  - Los cuatro últimos videos son videos promocionales del álbum Highway to Hell grabados en julio de 1979.
19. "Girls Got Rhythm"
20. "Highway to Hell"
  - Las dos últimas canciones fueron grabadas el 9 de febrero de 1980.

### Disco 2
Todas las canciones compuestas por Brian Johnson, Angus Young y Malcolm Young excepto donde se indica.
1. "Hells Bells"
2. "Back in Black"
3. "What Do You Do for Money Honey"
4. "Rock and Roll Ain't Noise Pollution"
  - Las cuatro canciones son videos promocionales de Back in Black grabados en julio de 1980.
5. "Let's Get It Up" (en vivo)
  - Grabado el 21 de diciembre de 1981.
6. "For Those About to Rock (We Salute You)" (en vivo)
  - Grabado el 17 y 18 de noviembre de 1983.
7. "Flick of the Switch"
8. "Nervous Shakedown"
  - Las dos canciones son videos promocionales de Flick of the Switch grabados en octubre de 1983.
9. "Fly on the Wall"
10. "Danger"
11. "Sink the Pink"
12. "Stand Up"
13. "Shake Your Foundations"
  - Las cuatro canciones son videos de Fly on the Wall grabados en junio de 1985.
14. "Who Made Who"
  -  Who Made Who video promocional grabado el 27 y 28 de febrero de 1986.
15. "You Shook Me All Night Long"
  -  Who Made Who video promocional grabado en 1986.
16. "Heatseeker"
  -  Blow Up Your Video video promocional grabado el 3 y 4 de diciembre de 1987.
17. "That's the Way I Wanna Rock 'n' Roll"
  -  Blow Up Your Video video promocional grabado el 7 de marzo de 1988.
18. "Thunderstruck"
  -  The Razors Edge video promocional grabado el 17 de agosto de 1990.
19. "Moneytalks"
  -  The Razors Edge video promocional grabado el 6 de noviembre de 1990.
20. "Are You Ready"
  -  The Razors Edge video promocional grabado el 18 de marzo de 1991.

### Disco 3
(Sólo lanzado en el box set Backtracks)
Todas las canciones compuestas por Angus Young y Malcolm Young excepto donde se indica.
1. "Big Gun"
  -  Last Action Hero video promocional grabado el 6 de mayo de 1993.
2. "Hard as a Rock"
  -  Ballbreaker video promocional grabado el 22 de agosto de 1995.
3. "Hail Caesar"
4. "Cover You in Oil"
  -  Los dos videos son videos promocionales de Ballbreaker grabados en noviembre de 1995.
5. "Stiff Upper Lip"
  -  Stiff Upper Lip video promocional grabado el 14 y 15 de marzo de 2000.
6. "Satellite Blues"
7. "Safe in New York City"
  -  Los videos son videos promocionales de Stiff Upper Lip grabados mayo de 2000.
8. "Rock 'n' Roll Train"
  -  Black Ice video promocional grabado el 15 de agosto de 2008.
9. "Anything Goes"
  -  Black Ice video promocional grabado el 27 de febrero de 2009.
10. "Jailbreak" (Young, Young, Scott)
  -  Video promocional de Albert Records grabado en 1976.
11. "It's a Long Way to the Top (If You Wanna Rock 'n' Roll)" (Young, Young, Scott)
  -  Video promocional de Countdown grabado el 23 febrero de 1976.
12. "Highway to Hell" (Young, Young, Scott)
  -  Highway to Hell video promocional grabado en junio de 1979.
13. "You Shook Me All Night Long" (Young, Young, Scott)
  -  Back in Black video promocional grabado en 1980.
14. "Guns for Hire" (Young, Young, Johnson)
  -  Flick of the Switch video promocional grabado en octubre de 1983.
15. "Dirty Deeds Done Dirt Cheap" (en vivo) (Young, Young, Scott)
16. "Highway to Hell" (en vivo) (Young, Young, Scott)
  - Las dos canciones son videos promocionales grabados el 17 de agosto de 1991.

Bonus
1. "The Making of "Hard as a Rock"
2. "The Making of "Rock 'n' Roll Train"

## Personal
- Bon Scott – voz, gaita
- Brian Johnson – voz
- Angus Young – guitarra principal
- Malcolm Young – guitarra rítmica y voces
- Cliff Williams – bajo y voces
- Phil Rudd – batería y percusión
- Simon Wright – batería y percusión
- Chris Slade – batería y percusión